# Ceratotheca
Ceratotheca és un gènere de plantes amb flors dins la família Pedaliaceae. Consta de 10 espècies.

## Algunes espècies
- Ceratotheca elliptica
- Ceratotheca integribracteata
- Ceratotheca kraussiana
- Ceratotheca triloba, utilitzada com planta medicinal a la medicina tradicional africana